# McLaren MCL38
McLaren MCL38 —  болід Формули-1, розроблений і виготовлений Макларен для участі в чемпіонаті Формули-1 2024, в якому він приніс команді Кубок конструкторів. Пілотами стали Ландо Норріс та Оскар Піастрі. MCL38 з Норрісом за кермом принесли команді перший подіум в сезоні на Гран-прі Австралії та першу перемогу в сезоні на Гран-прі Маямі.

## Історія

### Попередник
Попередник MCL38, MCL60, спочатку розроблявся під керівництвом тодішнього технічного директора Джеймса Кі. На початку сезону 2023 року стало очевидно, що початкова специфікація MCL60 виявилась невдалою, і в результаті Кі покинув команду. Існуючі співробітники Пітер Продрому та Ніл ґолді отримали підвищення до керівників відділу розробки. Девід Санчез з Феррарі був найнятий в рамках технічної реструктуризації, але обійняв свою нову посаду тільки на початку 2024 року. Однак вже в квітні 2024 року Санчез залишив посаду, лише через три місяці після початку контракту.
Після відходу Кі з команди нова технічна команда реалізувала кілька етапів модернізації MCL60 в середині сезону, що призвело до значного покращення результатів. Журналіст Лоуренс Барретто зауважив, що радикальні зміни в MCL60 відкрили Макларен широкі можливості для розробки MCL38.

### Розробка
McLaren раніше використовував аеродинамічну трубу в Кельні, що належала Toyota Gazoo Racing Europe і раніше використовувалася командою Формули-1 Тойота. Ця співпраця стала серйозною проблемою для команди, оскільки деталі потрібно було доставляти з технологічного центру McLaren у Вокінгу, Англія, до Німеччини для тестування. Команда інвестувала у власну аеродинамічну трубу, яку було відкладено через пандемію COVID-19. В липні 2023 року в Макларен розпочали роботу над MCL38. Аеродинамічна труба була готова до експлуатації в серпні і в тому ж місяці в ній почали запускати моделі. В Макларен повідомили про хорошу кореляцію, а також про економію коштів і часу. У вересні 2023 року керівник команди Андреа Стелла сказав, що перші дані надихають, але підкреслив, що в Макларен не знають, наскільки швидко вони розвиваються порівняно з іншими командами.
Особливе занепокоєння викликала керованість, яка, як спостерігав пілот команди Норріс, була поганою для всіх болідів Макларен, якими він керував. Стелла припускав, що, незважаючи на те, що оновлення MCL60 у середині сезону радикально покращили результативність, вони могли ввести небажані особливості керування, які слід було б дослідити під час розробки MCL38. Деякі з цих покращень керованості були додані в стартовій специфікації боліда, але інші були заплановані на впровадження пізніше в сезоні. Крім того, Стелла повідомляв, що розробка буде спрямована на покращення деградації шин, головну слабкість Макларен порівняно з лідерами Ред Булл, яка вимагатиме як механічних, так і аеродинамічних змін.
Генеральний директор Макларен Зак Браун сказав, що команда хоче почати сезон 2024 року там, де завершила сезон 2023 року, і заявив, що він оптимістично дивиться на розвиток MCL38. Стелла сказав, що Макларен зосереджується на досягненні своїх цілей розвитку, а не на конкретному результаті, і що команда не досягла стелі в розробці боліда і виявила, що її прогрес все ще є лінійним і стійким. Стелла припустив, що Макларен все ще буде важко боротися з Ред Булл, які домінували в сезоні 2023 року, вважаючи, що відсутність великої кількості оновлень в Ред Булл у 2023 році означала, що вони накопичили значний запас удосконалень.
За словами Стелли, команда поставила три головні цілі для MCL38: покращення аеродинамічної ефективності, механічного зчеплення та продуктивності шин. Болід, який був спочатку представлений публіці, мав декілька прихованих ділянок. Однак MCL38 під час презентації отримав нові вхідні отвори для передніх гальмівних каналів, вхідні отвори для бічних подів, край підлоги та переглянуту схему підвіски для передньої та задньої частини. Гері Андерсон, який писав для The Race, дійшов висновку, що зміни, видимі на стартовій специфікації автомобіля, мали на меті створити більш контрольовану підвіску, покращуючи аеродинамічний профіль MCL38.

### Лівреї
MCL38 отримав колір, схожий на той, який використовувався на MCL36 і MCL60, з домінуванням помаранчевого кольору папаї та ділянок оголеного вуглецевого волокна, який в Макларен назвали антрацитом. Дві зміни були натхненні одноразовими варіантами лівреї, які використовувалися на MCL60: збільшення ділянок оголеного вуглецевого волокна, яке використовувалося в лівреї «Stealth Mode», і використання хромованих елементів, як у лівреї на Гран-прі Великої Британії. Ліврея позбулася синього кольору, який був помітною рисою кожної повносезонної лівреї Макларен, починаючи з MCL33, який використовувався в сезоні 2018 року.
Макларен знову об'єдналися зі спонсором Vuse, щоб представити спеціальну ліврею з роботою місцевого художника, в даному випадку дизайн художника MILTZ для Гран-прі Японії.
Друга спеціальна ліврея — у кольорах прапора Бразилії (жовтий, зелений і синій) – була використана для Гран-прі Монако, щоб відзначити тридцяту річницю смерті Айртона Сенни, який здобув всі свої три титули Формули-1 з Макларен.

## Результати
| Рік      | Команда         | Двигун                                     | Шини | Пілот         | Гран-прі | Гран-прі | Гран-прі | Гран-прі | Гран-прі | Гран-прі | Гран-прі | Гран-прі | Гран-прі | Гран-прі | Гран-прі | Гран-прі | Гран-прі | Гран-прі | Гран-прі | Гран-прі | Гран-прі | Гран-прі | Гран-прі | Гран-прі | Гран-прі | Гран-прі | Гран-прі | Гран-прі | Очки | Місце |
| Рік      | Команда         | Двигун                                     | Шини | Пілот         | БАХ      | САУ      | АВС      | ЯПО      | КИТ      | МАЯ      | ЕМІ      | МОН      | КАН      | ІСП      | АВТ      | ВЕЛ      | УГО      | БЕЛ      | НІД      | ІТА      | АЗЕ      | СІН      | США      | МЕХ      | САП      | ЛВГ      | КАТ      | АБУ      | Очки | Місце |
| -------- | --------------- | ------------------------------------------ | ---- | ------------- | -------- | -------- | -------- | -------- | -------- | -------- | -------- | -------- | -------- | -------- | -------- | -------- | -------- | -------- | -------- | -------- | -------- | -------- | -------- | -------- | -------- | -------- | -------- | -------- | ---- | ----- |
| 2024     | McLaren F1 Team | Mercedes-AMG F1 M15 E Performance 1.6 V6 t | P    | Ландо Норріс  | 6        | 8        | 3        | 5        | 26       | 1        | 2        | 4        | 2        | 2        | 20†3     | 3        | 2        | 5        | 1        | 3        | 4        | 1        | 43       | 2        | 61       | 6        | 102      | 1        | 666  | 1     |
| 2024     | McLaren F1 Team | Mercedes-AMG F1 M15 E Performance 1.6 V6 t | P    | Оскар Піастрі | 8        | 4        | 4        | 8        | 87       | 136      | 4        | 2        | 5        | 7        | 2        | 4        | 1        | 2        | 4        | 2        | 1        | 3        | 5        | 8        | 82       | 7        | 31       | 10       | 666  | 1     |
| Джерело: |                 |                                            |      |               |          |          |          |          |          |          |          |          |          |          |          |          |          |          |          |          |          |          |          |          |          |          |          |          |      |       |